# Elite (datorspel)
Elite är titeln på ett genrebildande datorspel från 1984, skapat av David Braben och Ian Bell. Spelet är ett av de mest kända i rymdhandelsspelsgenren.
Rymdhandelsspelens mest kända spel, Elite, släpptes till datorerna BBC Micro och Acorn Electron på 1980-talet, skrivet av Ian Bell och David Braben. Spelet är tredimensionellt och använde så kallad wireframe-grafik. Spelet bygger på att man ska köpa varor på olika rymdstationer och frakta dem till andra stationer, och på så sätt tjäna pengar. Man ges total frihet att åka vart man vill och skjuta på den man känner sig sugen att skjuta på. Men rymden är fylld av faror, såsom rymdpirater, Thargoid-skepp och trafik.

## Uppföljare
- Frontier: Elite II (1993)
- Frontier: First Encounters (1995)
- Elite: Dangerous (2014)[1]

## Kuriosa
- Det svenska bandet Fireside har döpt ett album och en låt på samma album efter detta spel, se Elite (musikalbum).